# Suèvres
Suèvres är en kommun i departementet Loir-et-Cher i regionen Centre-Val de Loire i de centrala delarna av Frankrike. Kommunen ligger i kantonen Mer som tillhör arrondissementet Blois. År 2022 hade Suèvres 1 583 invånare.

## Befolkningsutveckling
Antalet invånare i kommunen Suèvres
| Referens: INSEE |